# حق المبادرة (تشريع)
حق المبادرة التشريعية هو السلطة المحددة دستورياً لاقتراح قانون جديد (مشروع قانون). عادة ما يرتبط حق المبادرة بالبرلمانات، التي لها في معظم البلدان الحق في تقديم مقترحات قانونية، بمفردها أو تقاسم هذا الحق مع الحكومة.
في الأنظمة البرلمانية، من الشائع أن لدى كل من الحكومة والبرلمان حق مبادرة تشريعية، ولكن يمكن أيضاً أن يقتصر على الحكومة والمجلس الأدنى، أو حتى على الحكومة وحدها. بينما في الأنظمة الرئاسية، عادة ما تكون المبادرة التشريعية من حق السلطة التشريعية فقط، كما هو الحال في الولايات المتحدة. ومع ذلك، فإن هذا لا يمنع السلطة التنفيذية من اقتراح إدخال قوانين معينة إلى مؤيديها في الهيئة التشريعية.